# Distrito Histórico de Power Street-Cooke Street
El Distrito Histórico de Power Street-Cooke Street es un distrito histórico residencial en el lado este de la ciudad Providence, la capital del estado de Rhode Island (Estados Unidos). 

## Descripción
Ubicado al este de la Universidad Brown, es un área compacta desarrollada a mediados y finales del siglo XIX como un distrito residencial, con una muestra representativa de estilos arquitectónicos desde principios del siglo XIX hasta principios del siglo XX. Limita al norte con Angell Street, al este con Governor Street, al sur con Power Street y al oeste con Hope Street. Cooke Street es la vía principal que atraviesa el centro del distrito, que tiene seis cuadras de largo y dos de ancho. Colinda con el Distrito Histórico de Stimson Avenue, que se encuentra inmediatamente al oeste.
El distrito fue incluido en el Registro Nacional de Lugares Históricos en 1974.